# Sztuczne zbiorniki wodne w Polsce
W Polsce istnieje 140 sztucznych zbiorników wodnych (stan na 1994) o pojemności powyżej 1 hm³. Spośród nich blisko połowę uruchomiono przed II wojną światową, w tym najstarszy zbiornik wodny na obszarze Polski – Jezioro Zygmunta Augusta (utworzone w połowie XVI w.) na Nereśli.

## Zbiorniki wodne mokre
- Zalew Arkadia, Czarna Hańcza
- Zalew Bagry w Krakowie
- Balaton (Bydgoszcz)
- Balaton w Sosnowcu
- Bąd – Gmina Wieleń
- Białe Jezioro – Gmina Wieleń
- Jezioro Białogońskie w Kielcach
- Jezioro Biesowickie w gminie Kępice
- Jezioro Bledzewskie, Obra (1906)
- Jezioro Bliżyńskie – Bliżyn
- Jezioro Bogoryjskie – Samborzec
- Zbiornik Bojary koło Biłgoraja, Osa
- Zalew Bolmiński – Gmina Chęciny
- Jezioro Brodzkie, Kamienna (1841,1964)
- Jezioro Bukowskie, Bóbr (1988)
- Zalew Bytowa, Bytowa (1926)
- Jezioro Cedzyńskie[1] – między gminą Masłów a gminą Górno w powiecie kieleckim
- Chańcza, Czarna Staszowska (1984)
- Jezioro Chechelskie, Chechło
- Jezioro Chechło-Nakło (1973)
- Jezioro Czanieckie, Soła
- Czapliniec w Bledzewie
- Jezioro Czchowskie, Dunajec (1938)
- Jezioro Czerniańskie, Wisła (1973)
- Jezioro Czorsztyńskie, Dunajec (1997)
- Jezioro Dobczyckie, Raba (1986)
- Jezioro Dobromierskie, Strzegomka (1986)
- Jezioro Dobrzyckie, Gwda
- Jezioro Dolnobrzeskie – Gmina Miękinia
- Jezioro Domaniowskie, Radomka (2000)
- Jezioro Dychowskie, Kanał Dychowski (1936)
- Dziećkowice, Soła i Skawa (1976)
- Dzierżno Duże, Kłodnica (1964)
- Dzierżno Małe, Drama (1933–1939)
- Jezioro Goczałkowickie, Wisła (1956)
- Jezioro Gołuchowskie, Trzemna (1971)
- Jezioro Gostkowskie w gminie Dębnica Kaszubska
- Jezioro Górne – Gmina Wieleń
- Jezioro Gródkowskie, Wda (1924)
- Hajka, Radew (1912)
- Jezioro Jastrowskie w Jastrowiu
- Jeziorsko, Warta (1986)
- Zbiornik Jeżewo w gminie Borek Wielkopolski
- Jezioro Kaczorowskie, Kaczawa
- Kałamanka w gminie Kodeń
- Kamionka w Opolu
- Zalew Kielecki, Silnica
- Jezioro Klimkowskie, Ropa (1994)
- Zbiornik Komorów, Milikówka
- Jezioro Koronowskie, Brda (1960)
- Zbiornik Koszycki w Pile
- Kozłowa Góra, Brynica (1939)
- Jezioro Leśniańskie, Kwisa (1905)
- Zalew Leźnicki w gminie Parzęczew
- Jezioro Bystrzyckie (Jezioro Lubachowskie), Bystrzyca (1917)
- Łąka, Pszczynka (1987)
- Łęg w Jaworznie
- Jezioro Tarnobrzeskie, Tarnobrzeg (2009)
- Jezioro Malenieckie w gminie Ruda Maleniecka
- Jezioro Małe w gminie Wieleń
- Jezioro Małomickie w Lubinie
- Margoninka w gminie Margonin
- Jeziora Mialskie w gminie Wieleń
- Jezioro Mietkowskie, Bystrzyca (1986)
- Jezioro Międzybrodzkie, Soła (1936)
- Mileczki w gminie Wieleń
- Jezioro Modre, Bóbr (1925)
- Mosty w gminie Podedwórze
- Mrożyczka, Mroga (1975)
- Zbiornik Mściwojów, Wierzbiak (1996)
- Zbiornik Murowaniec, Swędrnia (2004)
- Jezioro Myczkowskie, San (1960)
- Nadził w gminie Gródek
- Niedów, Witka (1962)
- zbiornik Nielisz, Wieprz
- Staw Niemicki w gminie Malechowo
- Zbiornik Niewiadoma w gminie Sabnie (2013)
- Zalew Nowomiejski w Nowym Mieście, Sona
- Jezioro Nyskie, Nysa Kłodzka (1972)
- Jezioro Orawskie w gminie Jabłonka
- Osowiec w gminie Trzebinia
- Jezioro Otmuchowskie, Nysa Kłodzka (1933)
- zbiornik Topola (jezioro Paczkowskie), Nysa Kłodzka (2002)
- zbiornik Kozielno (jezioro Paczkowskie), Nysa Kłodzka (2002)
- Jezioro Paprocańskie, Tychy (1870)
- Jezioro Rakowickie, Rakowice Wielkie, Rakowice Małe (gmina Lwówek Śląski)
- Piachy w Starachowicach
- Piaski-Szczygliczka, Ołobok (1978)
- Jezioro Pierzchalskie w gminie Płoskinia
- Jezioro Pilchowickie, Bóbr (1912)
- Zalew Pilicki w Pilicy
- Pławniowice, Toszecki Potok (1976)
- Jezioro Podgajskie w gminie Okonek
- Zbiornik Pogoria I (1943)
- Zbiornik Pogoria II
- Zbiornik Pogoria III
- Zbiornik Pogoria IV (Zbiornik Kuźnica Warężyńska), Przemsza (2005)
- Jezioro Pokrzywnickie, Trojanówka (1978)
- Jezioro Porajskie, Warta (1978)
- Zbiornik Próba, Żeglina (2001)
- Zalew Przeczycko-Siewierski, Czarna Przemsza (1963)
- Zbiornik Przeworno, Krynka (2006)
- Jezioro Ptuszowskie w gminie Tarnówka
- Jezioro Radomskie w Radomiu
- Jezioro Rejowskie, Kamionka
- Jezioro Rogoźnickie w gminie Bobrowniki
- Jezioro Rosnowskie, Radew (1922)
- Zbiornik Roszków w gminie Jarocin
- Jezioro Rożnowskie, Dunajec (1943)
- Ruda – Gmina Iłowo-Osada
- Jezioro Rybnickie, Ruda (1972)
- Ryza Jama – Gmina Janów Podlaski
- Sadzawki – Gmina Wilków (powiat opolski)
- Siczki – Gmina Jedlnia-Letnisko
- Jezioro Sielpińskie – Gmina Końskie
- Jezioro Siemianowskie, Narew (1995)
- Staw Siemień w gminie Siemień, Tyśmienica (II ćw. XVII w.)
- Sieniawka w gminie Łagiewniki, Krzywula
- Jezioro Sieniawskie, Wisłok (1978)
- Jezioro Skierniewickie w Skierniewicach
- Zalew Słup, Nysa Szalona (1978)
- Jezioro Słupeckie, Meszna (1955)
- Jezioro Solińskie, San (1968)
- Sosina w Jaworznie
- Sosnówka, Podgórna, Czerwonka i Sośniak (2001)
- Sromowce, Dunajec (1994)
- Stara Żwirownia w gminie Cedynia
- Jezioro Starachowickie (Zalew Pasternik) w Starachowicach
- Jezioro Straszyńskie (Jezioro Goszyńskie), Radunia (1910)
- Jezioro Bielawskie, Brzęczek
- Jezioro Sulejowskie, Pilica (1974)
- Jezioro Szczecieńskie w gminie Daleszyce
- Zbiornik Świnna Poręba, Skawa (w budowie)
- Tama w Czerwionce-Leszczynach
- Tama w gminie Pyrzyce
- Topornia w Przysusze
- Jezioro Turawskie, Mała Panew (1948)
- Jezioro Wielka Łąka w Bielsku-Białej
- Zalew Warty w gminie Bogdaniec
- Wąglanka-Miedzna w gminie Żarnów
- Jezioro Wielkie w gminie Wieleń
- Wióry, Świślina (2005)
- Jezioro Włocławskie, Wisła (1970)
- Zbiornik retencyjny Włodzienin (2007)
- Jezioro Wonieść (1983)
- Jezioro Wrzesińskie (1967)
- Jezioro Wrzeszczyńskie, Bóbr (1927)
- Zaborze w gminie Żarki
- Zalew w Janowie Lubelskim
- Zalew w Koninie
- Zalew w Krakowie
- Zalew w Krempnej
- Zalew w Nowej Dębie
- Zalew w Rzeszowie
- Zalew w gminie Suchedniów
- Zalew w gminie Zaklików
- Zbiornik Zapora, Brda (1848)
- Zaspa w Gdańsku
- Jezioro Zegrzyńskie, Narew (1963)
- Jezioro Zemborzyckie, Bystrzyca (1974)
- Zielona Zatoka – gmina Biała, powiat prudnicki
- Jezioro Złotnickie, Kwisa (1924)
- Jezioro Zygmunta Augusta, Nereśl (połowa XVI wieku)
- Jezioro Żarskie w gminie Męcinka
- Żelazny Most (1974)
- Jezioro Żeliźnieckie w gminie Drelów
- Jezioro Żeronickie w gminie Dobra
- Jezioro Żurskie, Wda (1930)
- Jezioro Żywieckie, Soła (1966)

inne
- Jezioro Orawskie – Orawa (1941–1944, 1950–1954) – zapora znajduje się na terytorium Słowacji
- Jezioro Maltańskie na Cybinie w Poznaniu

planowane
- Kąty-Myscowa – zbiornik wodny na Wisłoce

## Suche zbiorniki przeciwpowodziowe
- Polder Buków – Odra
- Polder Krzesin–Bytomiec – Odra
- Suchy zbiornik Bolków – Rowowicak
- Suchy zbiornik Cieplice – Cieplice
- Suchy zbiornik Kaczorów – Kaczawa
- Suchy zbiornik Krzeszów 1 – Zadra, Krzeszów
- Suchy zbiornik Krzeszów 2 – Zadra
- Suchy zbiornik Sobieszów – Kamienna, Sobieszów
- Zbiornik Stronie Śląskie – Stronie Śląskie
- Suchy zbiornik Świerzawa – Kamiennik, Świerzawa
- Suchy zbiornik Międzygórze – Międzygórze
- Suchy zbiornik Mirsk – Długi potok, Mirsk

## Największe zbiorniki wodne
| Największe sztuczne zbiorniki wodne w Polsce |                        |           |                        |              |                           |                           |
| Lp.                                          | pojemność              | pojemność | powierzchnia           | powierzchnia | wysokość piętrzenia/spadu | wysokość piętrzenia/spadu |
|                                              | zbiornik               | hm³       | zbiornik               | km²          | zbiornik                  | m                         |
| 1                                            | Jezioro Solińskie      | 472,0     | Jezioro Włocławskie    | 70,4         | Jezioro Solińskie         | 60,0                      |
| 2                                            | Jezioro Włocławskie    | 408,0     | Jeziorsko              | 42,3         | Jezioro Czorsztyńskie     | 54,5                      |
| 3                                            | Jezioro Czorsztyńskie  | 231,9     | Jezioro Siemianowskie  | 32,5         | Jezioro Pilchowickie      | 46,7                      |
| 4                                            | Jeziorsko              | 202,8     | Jezioro Goczałkowickie | 32,0         | Jezioro Tarnobrzeskie     | 42,0                      |
| 5                                            | Jezioro Goczałkowickie | 166,8     | Jezioro Zegrzyńskie    | 30,3         | Jezioro Klimkowskie       | 36,1                      |